# Why Me?
"Why Me?" (tradução portuguesa: "Porquê Eu?") foi a canção vencedora do Festival Eurovisão da Canção 1992 que teve lugar em Malmö (Suécia), em representação da Irlanda. Foi interpretada em inglês por  Linda Martin. Foi a 17.ª canção a ser interpretada na noite do evento, a seguir à canção britânica "One Step Out of Time", cantada por Michael Ball e antes da canção dinamarquesa "Alt det som ingen ser", cantada por Kenny Lübcke & Lotte Nilsson. A canção irlandesa venceu a competição, obtendo 155 pontos (Ver: Artigo sobre a canção em Diggiloo.net.)

## Autores
A canção tinha letra e música de Johnny Logan, que já tinha vencido a competição duas vezes "What's Another Year" em 1980 e em 1989, com "Hold Me Now" (canção composta por ele). Logan é até hoje (2009) a única pessoa a vencer uma canção composta por ele e ter composta outra canção vencedora. No festival, a canção foi orquestrada por Noel Kelehan. (Informações da canção em Diggiloo.net.)

## Letra
A canção é uma balada que fica com maior intensidade próximo do fim. A cantora descreve os seus pensamentos sobre o seu amante e pergunta porque motivo tem ela sorte em relação ao seu namorado, ao contrário de outras pessoas. (Letra da canção em Diggiloo.net.)